# Image d'Épinal

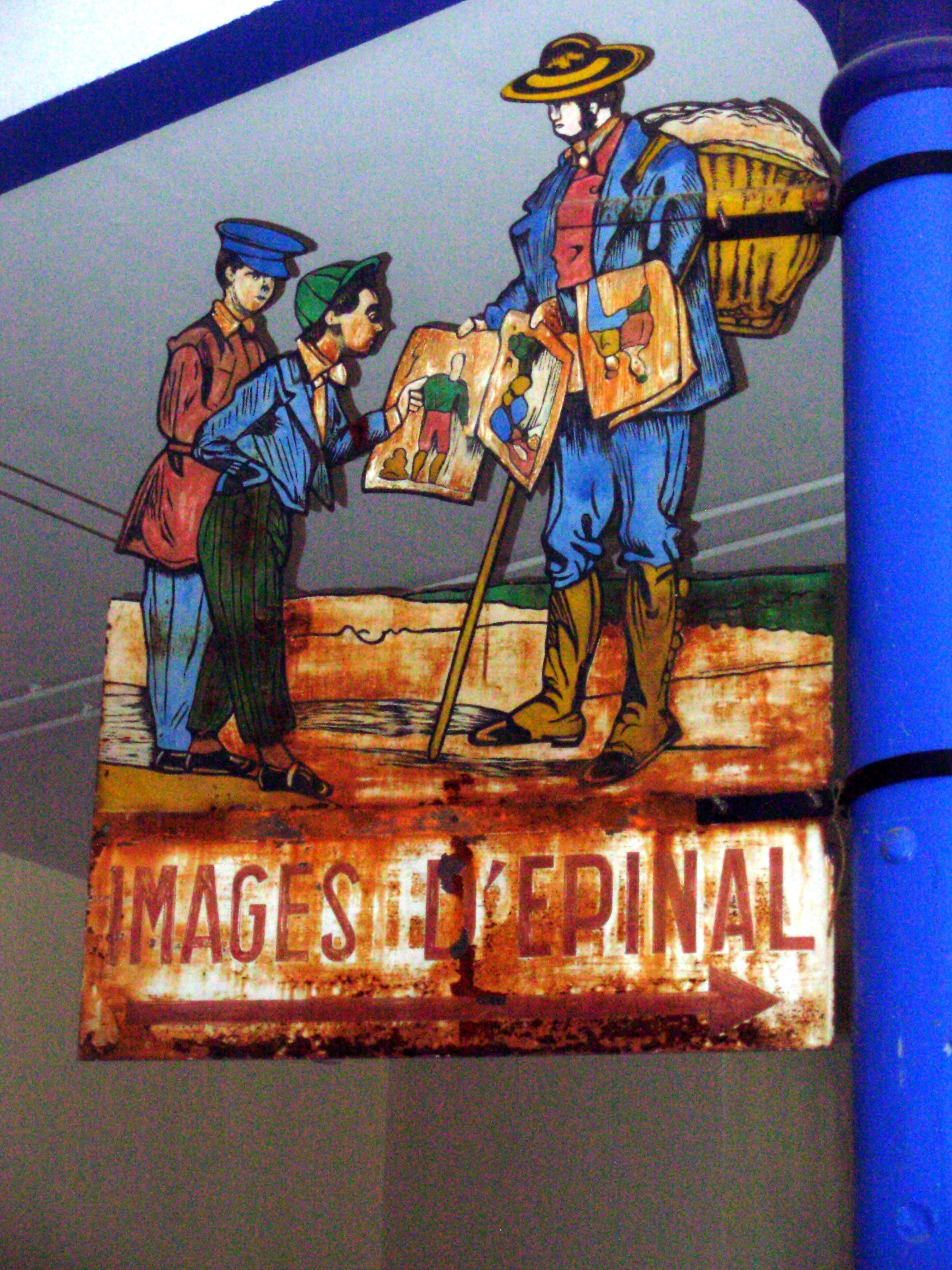
Panneau indiquant la direction de l'Imagerie d'Épinal.

Une image d'Épinal est une estampe au sujet populaire et de couleurs vives. L'imagerie employait des artisans graveurs sur bois, sur métal, puis sur pierre lithographique, des enlumineurs, dessinateurs et caricaturistes.
Vendues autrefois par des colporteurs, les images d'Épinal doivent leur nom à Jean-Charles Pellerin, qui fut le premier imprimeur à éditer en série ce type d'image, et qui habitait la ville du même nom.
Par extension et au figuré, cette locution se dit d'un lieu commun largement répandu.

## Histoire
Si l'estampe populaire, en feuille volante, est née à Paris grâce aux différents procédés techniques que sont la xylographie, puis au XVIIe siècle la gravure sur cuivre et enfin la lithographie, à Épinal la lithographie s'impose vers 1850.
À la fin du XVIIIe siècle, il existe différents centres importants d'iconographie essentiellement religieuse (Orléans, Rennes, Chartres).
Avec la Révolution française, les images traditionnelles perdent de leur intérêt et un mouvement s'effectue vers l'Est de la France.
Un entrepreneur spinalien, Jean-Charles Pellerin, à l'origine un fabricant de cartes à jouer, va s'imposer à partir de 1809 et donner à son imagerie une impulsion qui lui permet de résister au temps, à la concurrence et qui donne le nom d'image d'Épinal à l'image populaire.
Un important ressort de cet élan est la construction du mythe napoléonien auquel participe son imagerie, par l'édition des séries d'images à la gloire du Premier Empire, de ses soldats à son chef, Napoléon Ier.
L'expression « image d'Épinal » a pris au fil du temps un sens figuré, qui désigne une vision emphatique, traditionnelle et naïve, qui ne montre que le bon côté des choses.
Vers 1835-1840, la concurrence s'organise, par exemple à Metz, avec l'Imprimerie lithographie et fabrique d'images fines et communes de Dembour et Gangel.

## Devinettes d'Épinal
Parmi la production de l'Imagerie d'Épinal, on trouve, éditées à partir de 1896, les « devinettes ». Le but du jeu consiste à rechercher un objet caché. Très souvent, il convient de retourner l'image tête-bêche pour le voir plus facilement. L'image est accompagnée d'un texte explicatif sur la nature de l'objet ou du personnage à découvrir. Ces devinettes étaient éditées sous la forme de petites images que l'on distribuait aux enfants sages, comme des bons points. De nombreuses marques autant que des commerçants se servirent de ces planches d'images pour faire leurs réclames. Un dessin animé pour la télévision intitulé « Les Devinettes d'Épinal », reprenant les images de Jean-Charles Pellerin, a été diffusé en 1982 sur Antenne 2.

## Galerie d'images

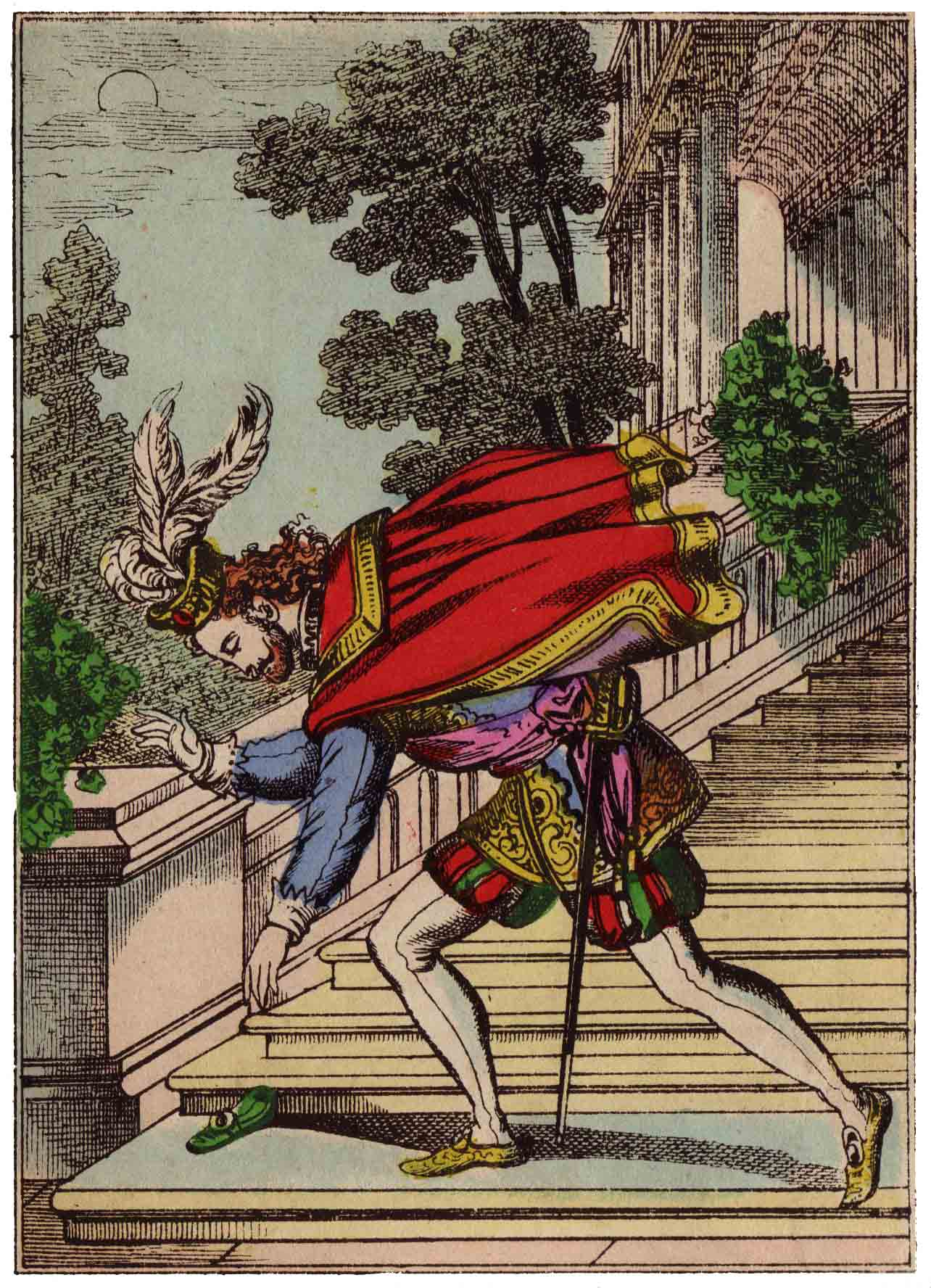
Cendrillon la pantoufle.
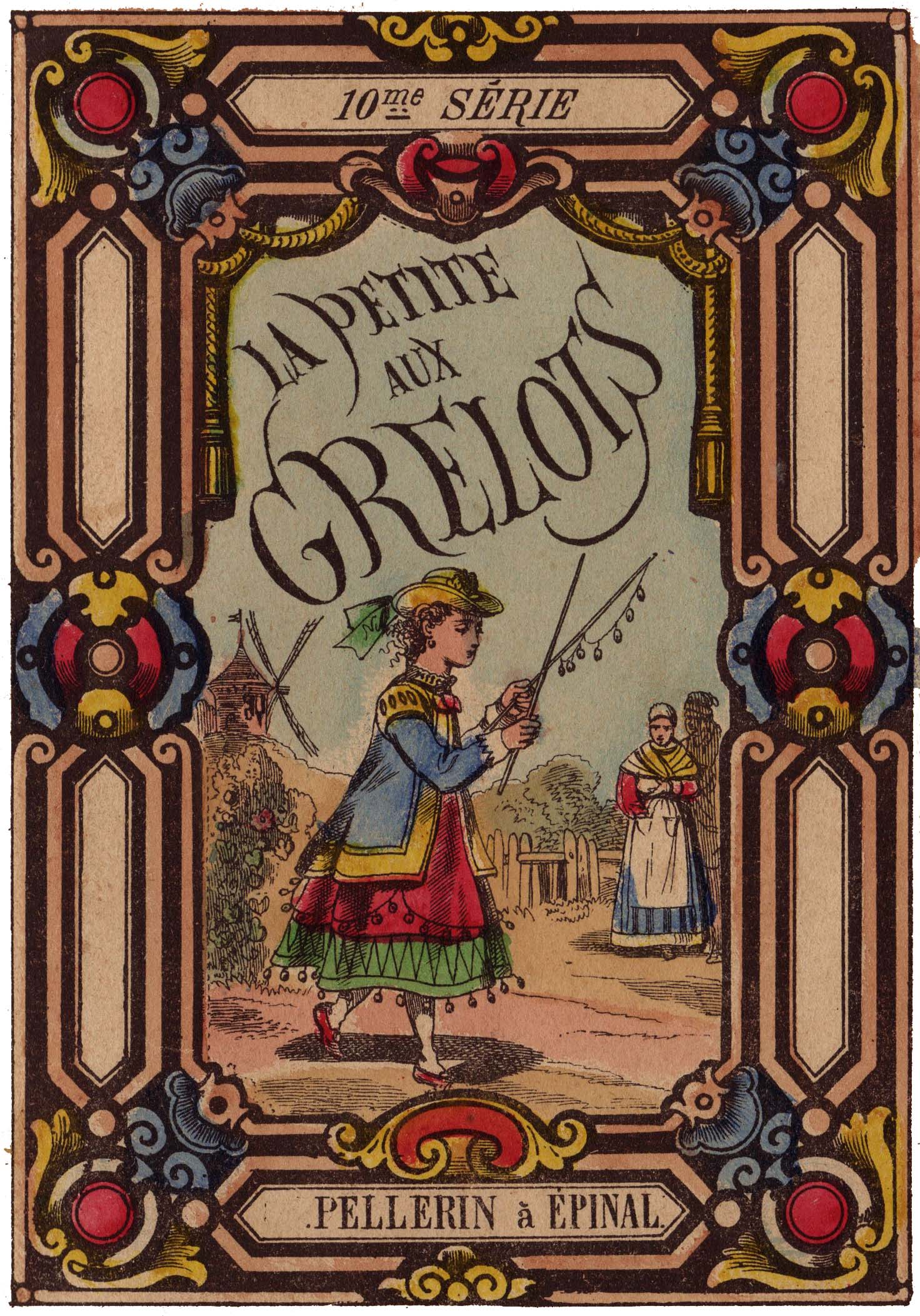
La Petite aux grelots.
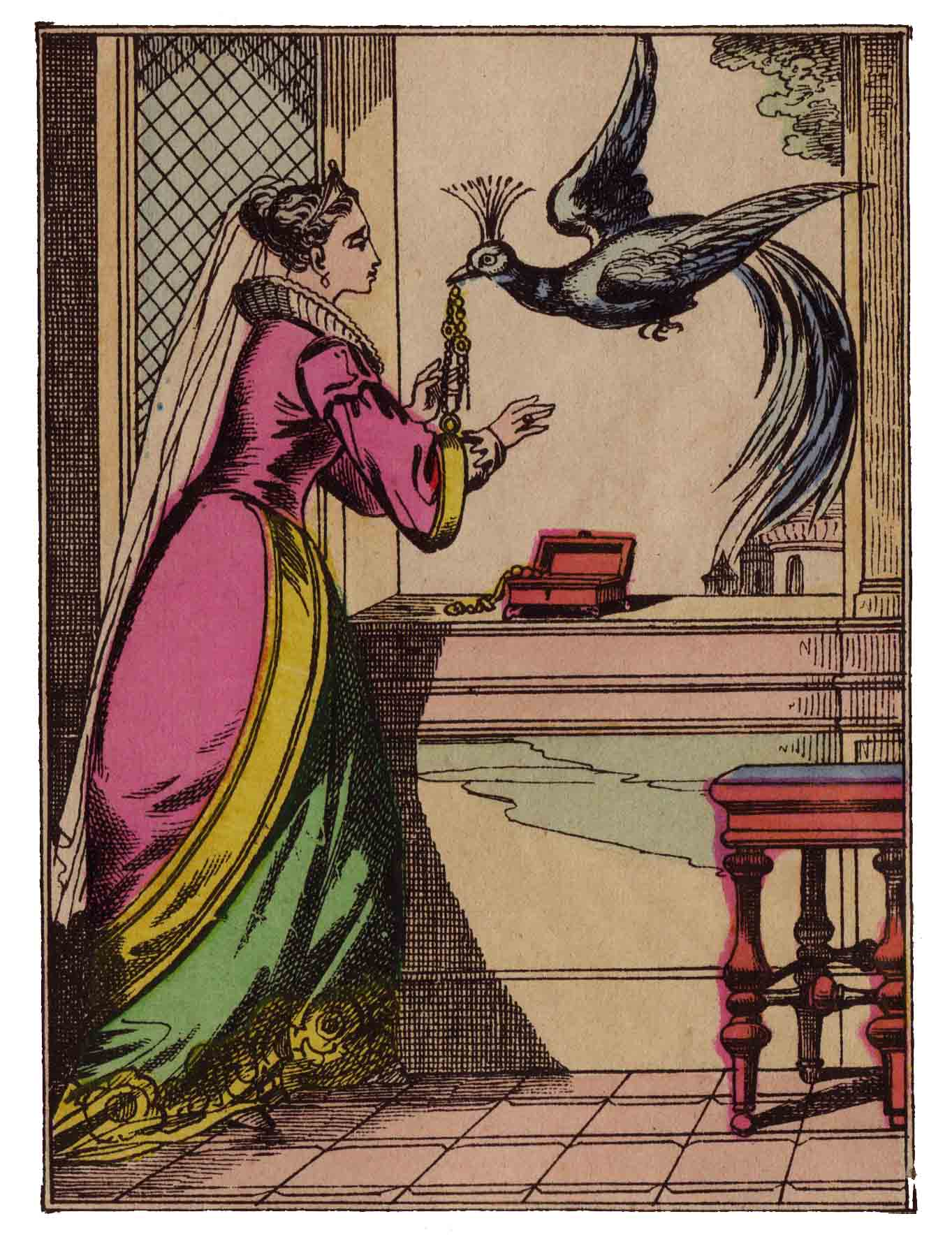
L’Oiseau bleu.
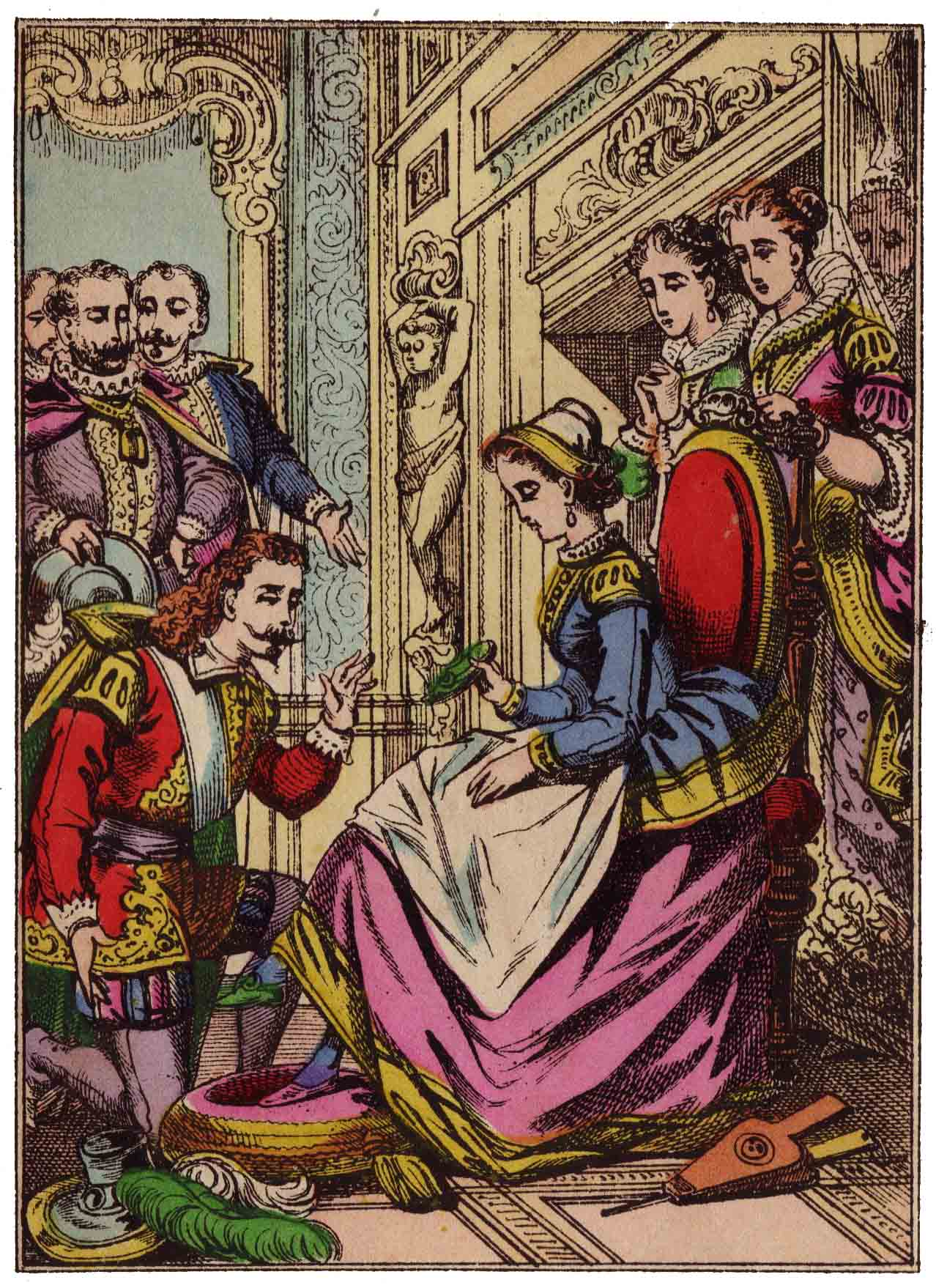
Trouver chaussure à son pied.
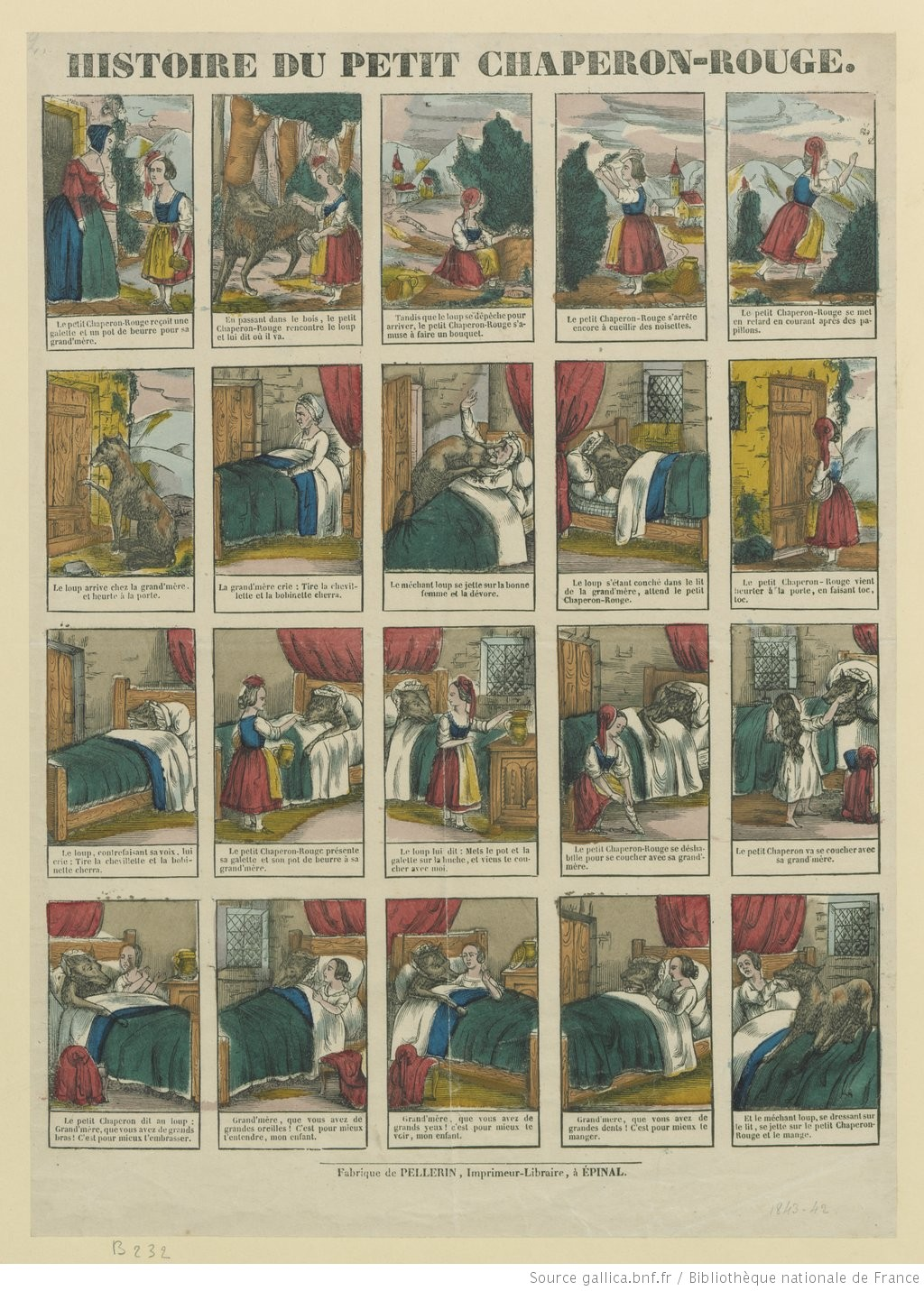
Histoire du Petit Chaperon-Rouge

## Fabrication
Les premières images sont fabriquées avant 1840, à partir de la gravure sur bois, dont le tirage sur papier produit une estampe en noir et blanc par la suite colorée au pochoir. On connaît au moins deux graveurs, Charles Canivet (actif dès 1810) et François Georgin (1801-1863). Après 1840, le dessin sur la pierre lithographique l'emporte.

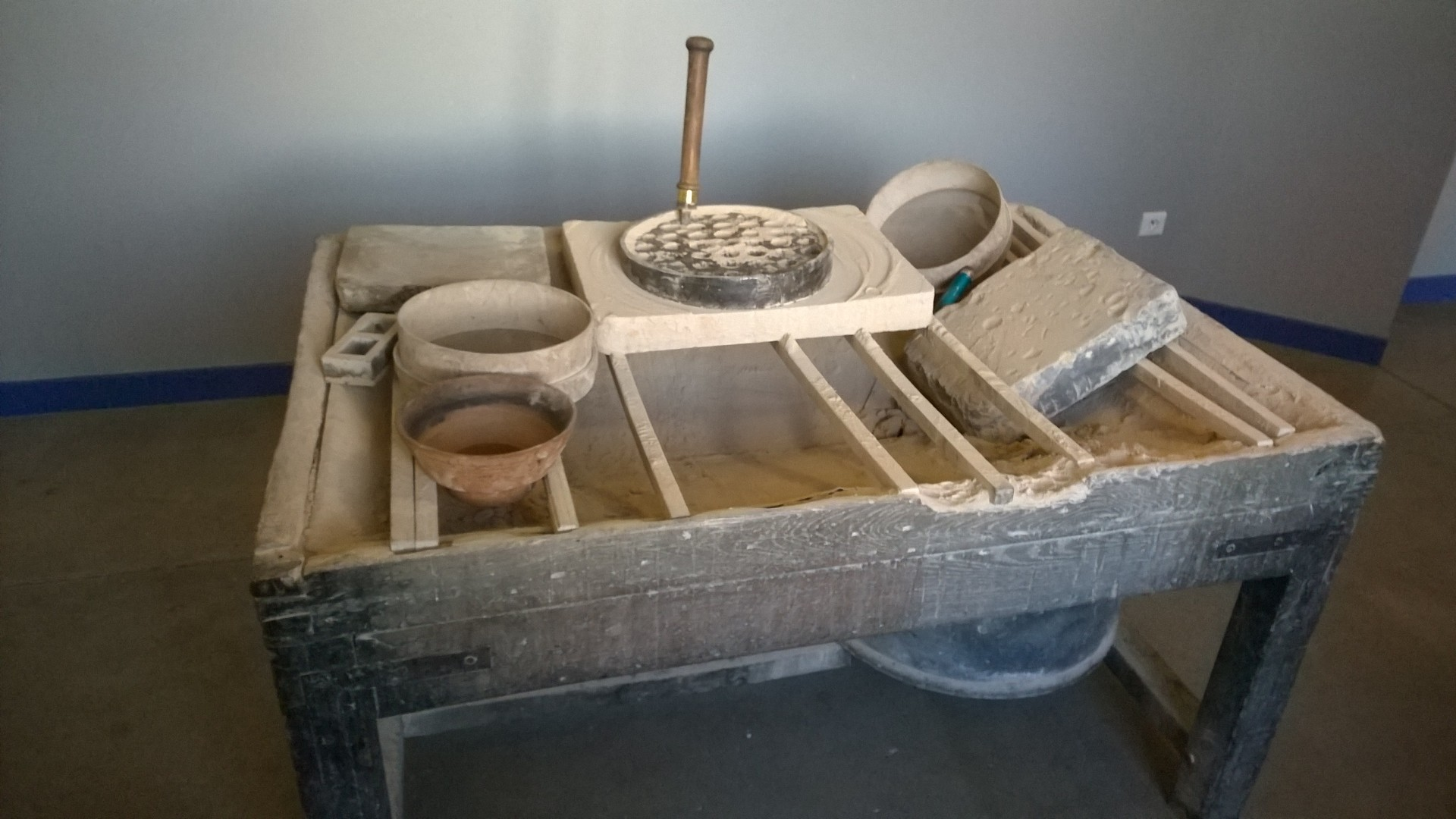
Pierre lithographique où l'on dessine les images d'Épinal.
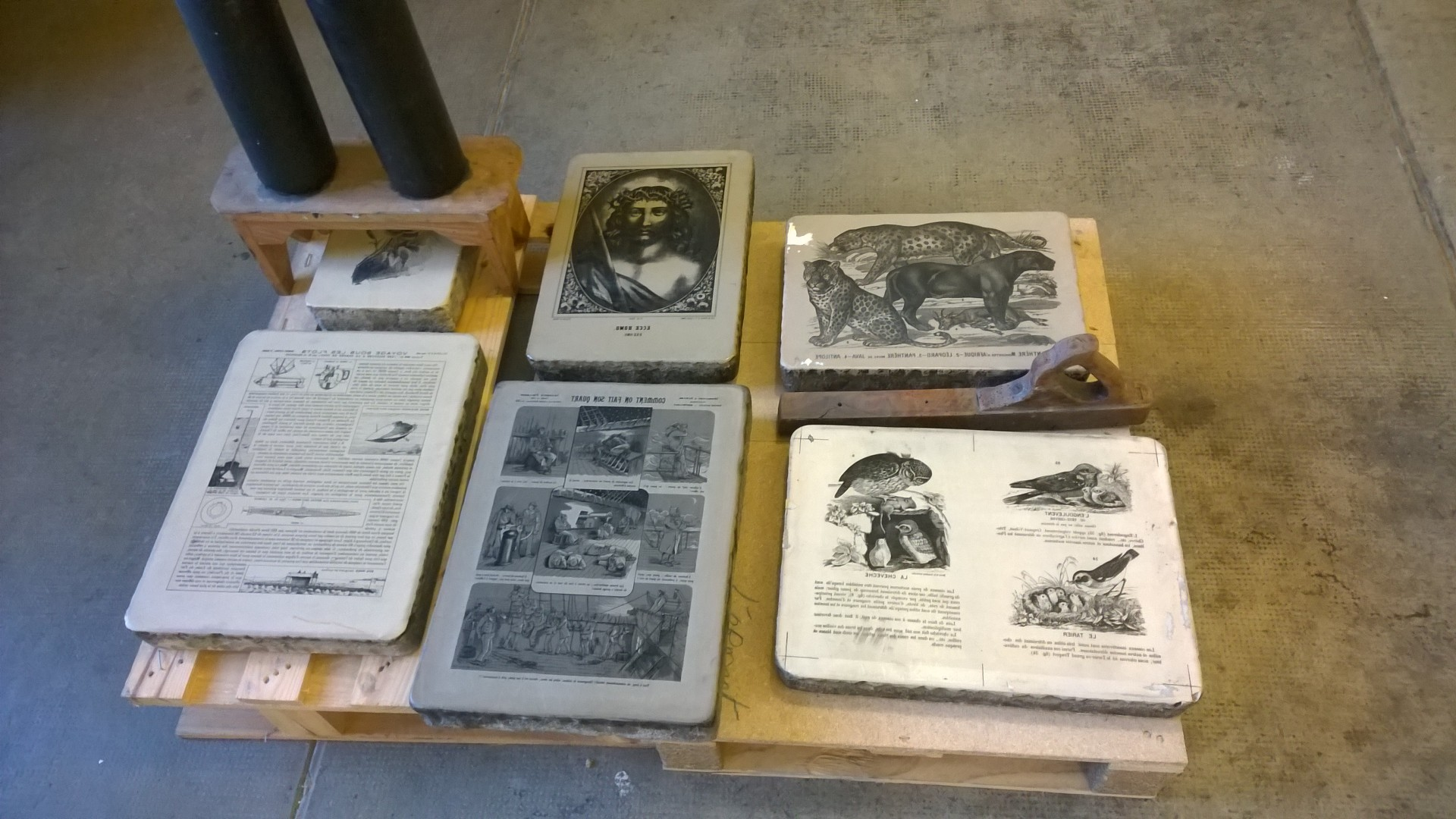
Pierres où sont dessinées des images d'Épinal.
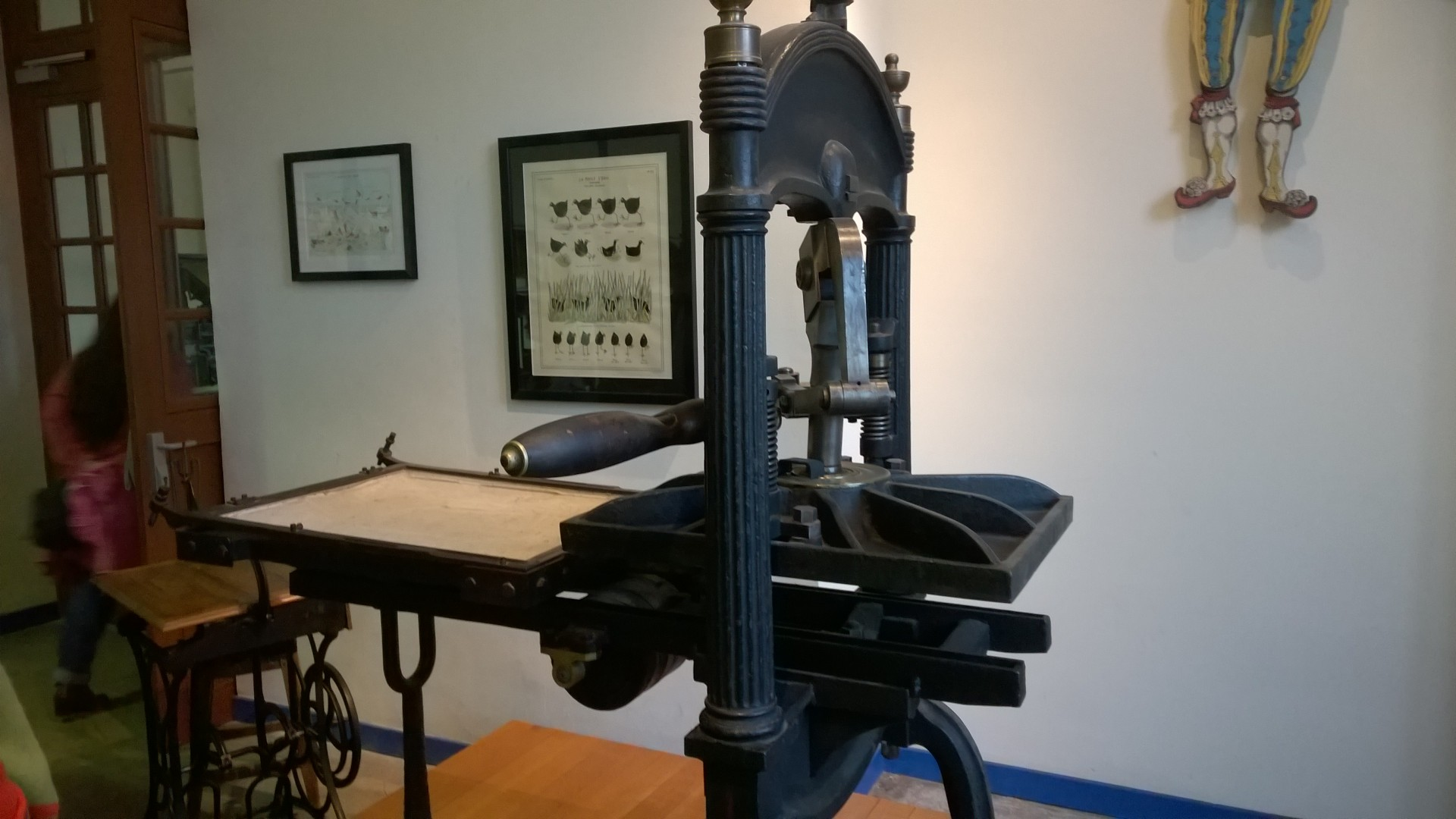
Presse servant à l'impression des images d'Épinal.
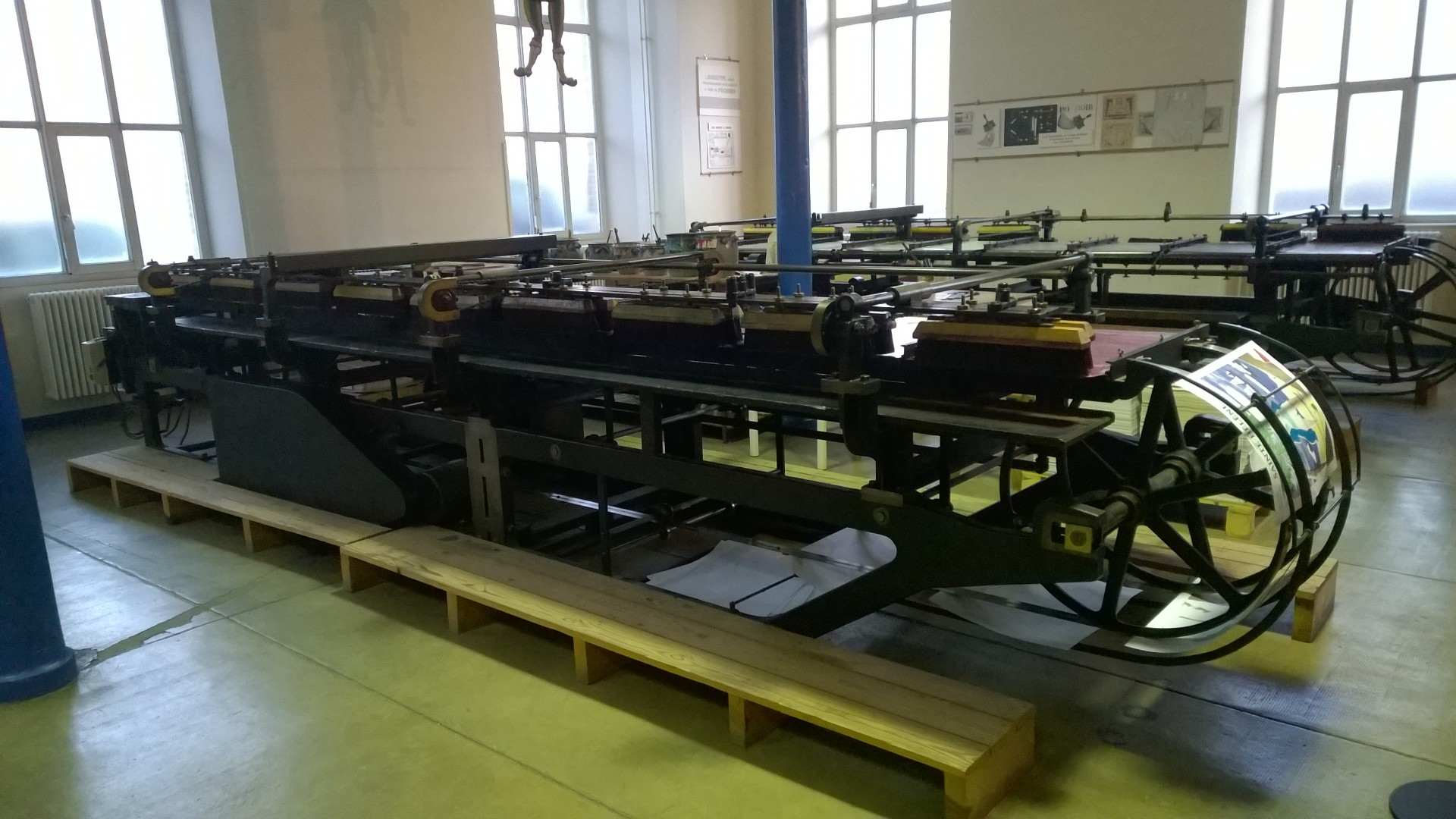
Machine servant à la mise en couleurs des images d'Épinal.
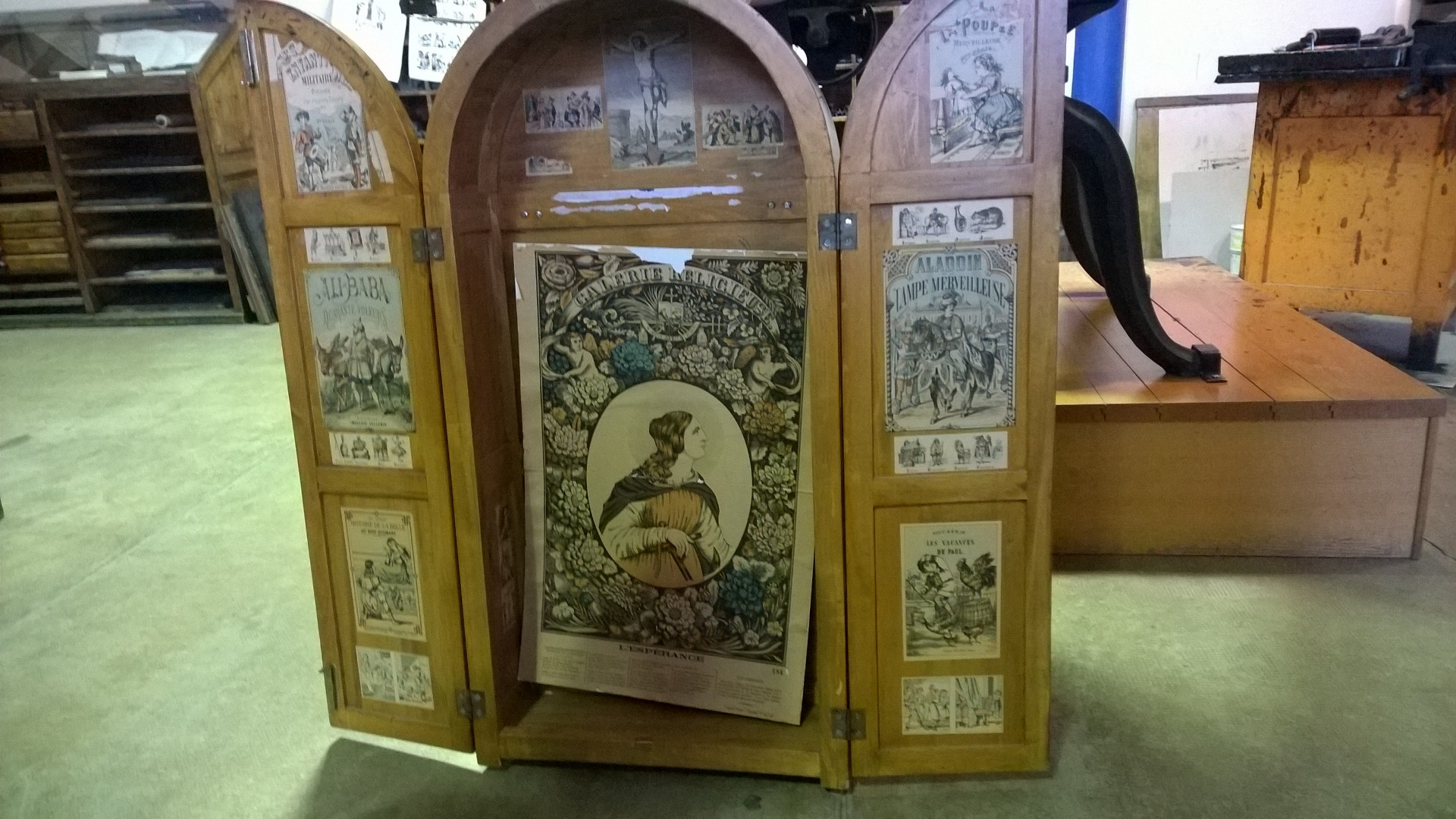
Boite servant au transport et à la vente des images d'Épinal.